# Liste der Straßenbrunnen im Berliner Bezirk Spandau
Die Liste der Straßenbrunnen im Berliner Bezirk Spandau ist eine Übersicht der existierenden Grundwasserbrunnen in den Ortsteilen des Bezirks.
Am Wassernetz betriebene ständig laufende Trinkwasserbrunnen und Brunnenanlagen mit Schmuck- und Zierfunktion bleiben für diese Liste unbeachtet.

## Überblick
Im Bezirk Spandau waren die Schliephackepumpen weit verbreitet, sie sind in einem dunklen Gelbton lackiert. Seit Ende der 2000er Jahre werden diese nahezu 50 Jahre alten Notwassersysteme durch grünlackierte schmucklose Brunnensäulen (FSH, im Bezirk kaum Pumpentyp Wolf) ersetzt. FSH-Pumpen ermöglichen eine größere Förderhöhe. Der Grund für den Austausch mögen die durch Alterung am Bohrgrund oder der Anlagen eingetretenen Schäden sein. Dieser Austausch ist ebenso wie allgemeine Reparaturen von verfügbaren finanziellen Mitteln der Bezirksverwaltung abhängig. Eine bezirkstypische Besonderheit bei der Vorort-Besichtigung in den 2010er Jahren sind große Blechschilder (etwa in A4-Größe) mit dem Hinweis „Kein Trinkwasser“, die mit Schrauben unmittelbar in der Pumpsäule befestigt sind. Rotumrandete Schilder (teilweise nur in der Höhe der Schrift) befinden sich zusätzlich zu kleineren noch geklebten Hinweisen an Brunnenständern. Eine Besonderheit im Bezirk ist die 1945 durch den Gebietsaustausch zwischen Briten und Sowjets entstandene Gemeinde Staaken im DDR-Bezirk Nauen und erst wieder mit dem Mauerfall 1990 in Verantwortung des Bezirkes Spandau gelangte Ortslage West-Staaken. Damit wurden hier erst in den 1990er Jahren Straßenbrunnen zur Notwasserversorgung ausgestellt, vorzugsweise Schliephackebrunnen (Rümmler-Pumpen). Jedoch wurden diese durch FSH-Säulen erneuert. Bemerkenswert im Bezirk ist die hohe Betriebsbereitschaft der Spandauer Straßenbrunnen.
Nach Angaben aus dem Bezirksamt auf eine schriftliche Anfrage im Abgeordnetenhaus wurden 38 für eine Trinkwasserentnahme als ungeeignet festgesetzt. Nach der Drucksache 17/15418 gab es im Bezirk 74 Landesbrunnen. Ergänzt wurde die folgende Liste durch die in der Drucksache 17/15418 beigelegte Aufstellung von Landesbrunnen. Die in der Verantwortung des Bundes liegenden Brunnen für den Not-Einsatz sind in der Liste eventuell nicht komplett erfasst.
Für die Wasserversorgung in Spandau standen 1895 für 60.000 Einwohner lediglich die 70 öffentlichen Straßenbrunnen der Stadt Spandau zur Verfügung. Die wachsende Bevölkerungszahl veranlasste die Stadt den Ingenieur Walter Pfeffer 1889 mit den Planungen der Wasserversorgung zu beauftragen. Das Wasserwerk (an der Pionierstraße) wurde schließlich 1897 eröffnet. Hinzu kamen der Wasserturm an der Birken-/Ecke Falkenberger Straße (Höhe 48 m, Volumen 700 m³) der bis 1937 existierte und 1911 wurde wegen der zunehmenden Gebäudehöhe der neue Wasserturm an der Feld-/Blumenstraße errichtet, der bis 1932 Bestand hatte.
Die Höhenverteilung vom Spandauer Norden mit Geländehöhen (in NHN) um 30 m (Warschau-Berliner Urstromtal) und dem Süden (Gatow/Kladow: Nauener Platte) mit 40–50 m ist von Bedeutung für die Grundwassersituation.
Auffällig im Bezirk ist der fast durchgehende Einsatz von FSH-Pumpen auf einem Brunnenständer, die wenigstens einheitlich seit (Ende der) 1990er Jahren aufgestellt werden und insbesondere die älteren Schliephacke-Brunnen (auch als Rümmler-Pumpen geführt) ersetzen. Zudem ist der Grad der betriebsbereiten Straßenbrunnen gegenüber der Einsatzbereitschaft vergleichsweise sehr hoch.
Grundsätzlich werden Straßenbrunnen jährlich zweimal durch das Straßenamt kontrolliert. Im Ergebnis erfolgen Reparaturen oder Erneuerung und bei Ausfall der Quelle wird ein neuer Standort gewählt. Dabei kann der Brunnenkörper zeitweise eingelagert sein. Für diese Liste wurden Abbildungen vom Juli 2008 und Herbst 2009 zum Vergleich gegenüber der Vor-Ort-Begehung herangezogen, so sind Änderungen in den 2010er Jahren erkennbar. Die Antwort der Drucksache 18/10377 gibt aus dem Bezirksamt Spandau für 2016 (Stand: 20. Februar 2017) 120 „funktionsfähige und in Betrieb befindliche Straßenbrunnen“ an, gegenüber 87 für die Jahre 2006/2007. Es waren 2017 mit dem Schild „Kein Trinkwasser“ 49 Brunnen gekennzeichnet. In der gleichen Antwort-Drucksache wird darauf verwiesen, dass insbesondere in Außenbezirken und Neubau-Gebieten Nachholbedarf beim Aufstellen von Straßenbrunnen besteht.
Eine aktuelle Standortbestimmung ergibt sich aus der Darstellung der Ergebnisse der Straßenbefahrung, die 2014/2015 vom Senat beauftragt wurde. Digital wurden danach die Straßenmöbel und Ausstattungszustücke ausgewertet und auf Kartenmaterial unter Geoportal des Landesvermessungsamtes dargestellt. Erreichbar ist das Kartenmaterial über den Link des Geoportals. Die für diesen Artikel wichtigen Kartendetails sind mit dem Suchwort „Straßenbefahrung 2014“ erreichbar und mit der entsprechenden Adresse zu suchen. Standorte der Straßenbrunnen sind mit einem blauen Quadrat markiert. Als Untergrund für die Darstellung kann verschiedenes Kartenmaterial ausgewählt werden. Der Überblick über die Standorte von Berliner Straßenbrunnen ist über eine OSM-gestützte Karte im Vergleich der WP-erfassten und der 2014 erfassten Plumpen zu erreichen.